# 藤咲なのは
藤咲 なのは（ふじさき なのは、1996年11月10日 - ）は、フリーで活動する日本の女優、アイドルであり、普段は会社員として働いている。
舞台女優だけのアイドルユニット『舞台上のナノメートル』のメンバーであり、プロデュースも担当している。またmeets撮影会『なのまつり』の主催でもある。

## 略歴

### 学生時代
- アイドルコピーダンスサークルに所属しUNIDOLに出場。
- アイドルへの夢をあきらめて一般企業へ就職。

### 2019年
- 9月24日、会社員として働きながらSYLエンターテインメントに入所、純粋カフェ・ラッテ研究生となる。[1]
- 10月5日、純粋カフェ･ラッテ『第31回定期公演 アルバム発表特別公演!!!』にて純ラテ研究生としてお披露目。
- 10月27日、東京アイドル劇場で行われたライブにて舞台のため欠席したメンバーのアンダーとしてステージデビュー。
- 12月12日、一身上の都合により研究生としての活動を年内で終了し物販を行わない純ラテ専属サポートになることを発表。[2]

### 2020年
- 2月9日、プリアモのサポートメンバーとして活動することを発表。
- 5月17日、プリアモの新体制メンバーとして正式加入したことを発表。
- 5月30日、プリアモ新体制お披露目の無観客ライブ配信を行う。会場は秋葉原 SinfoniA。
- 10月4日、TOKYO IDOL FESTIVALオンライン 2020に出演。
- 11月8日、秋葉原ZESTにて藤咲なのは生誕祭を開催。

### 2021年
- 6月26日、恵比寿CreAtoにてプリアモ1stワンマンライブ『プリモ・アモーレ』を開催。
- 11月13日、秋葉原 COSMIC LABにて藤咲なのは生誕祭を開催。
- 12月19日、渋谷CAMELOT B3にて開催されたプリアモ2ndワンマンライブ『ラスト・アモーレ』をもってプリアモを卒業。

### 2022年
- 4月10日、SYLエンターテインメントを退所。
- 7月16日、のーぷらん研修生として加入を発表。
- 7月31日、GOTANDA G2にて開催された五反田アイドル祭り！Vol.09～のーぷらん。新メンバーお披露目SP！～にてお披露目、ステージデビュー。
- 8月26日、8月28日をもってのーぷらん研修生としての活動を終了することを発表。
- 11月11日、GOTANDA G+にてライブ＆カフェイベント～ 藤咲なのは 生誕SP ～を開催、以後フリーとして活動。

## 出演

### 舞台
- 間食系団体 D-28企画「少女世界」（2022年6月3日-6月6日、コフレリオ新宿シアター） ‐ 鏡花 役
- 劇団ココア「魔女エステリーゼの事件簿ー盗賊と奴隷編ー」（2022年8月23日-8月28日、下北沢 劇・小劇場） ‐ アリシア 役
- 間食系団体 D-28企画「わるふざけ～vol.5～」（2022年11月25日-11月27日、吉祥寺 櫂スタジオ）
- 劇団ココア演劇祭り2022「シークレット公演」（2022年12月17日-12月18日、荻窪小劇場）
- 劇団ココア「魔女エステリーゼの事件簿－天国と地獄編－」（2023年1月11日-1月15日、下北沢 劇・小劇場） ‐ マリア 役
- 劇団ココア「ロストマン×ロストウーマン」（2023年3月15日-3月19日、大塚 萬劇場） ‐ クラリス・コンラッド（18） 役
- 劇団ぱすてるからっと「時計塔のレイラ」（2023年4月27日-4月30日、CBGKシブゲキ!!） ‐ ソフィア 役
- 劇団ココア「プロとコントラ」（2023年5月16日-5月21日、下北沢 劇・小劇場） ‐ ルイズ 役
- 劇団ココア「魔女エステリーゼの日常－偽者誘拐編－」、「魔女エステリーゼの日常－聖母ノ恋愛編－」（2023年6月13日-6月18日、荻窪小劇場） ‐ マリア 役
- 演劇ユニット リトルブレイバー「Lilliput  Lily」（2023年8月23日-8月27日、荻窪小劇場）
- 劇団ココア「魔女エステリーゼの事件簿－盗賊と奴隷編－」（2023年9月13日-9月17日、下北沢 劇・小劇場） ‐ マリア 役
- 劇団ぱすてるからっと「水上のゴンドリエーラ」（2023年10月5日-10月8日、シアターグリーン） ‐ リンダ 役
- 劇団ココア「魔女エステリーゼの事件簿－天空と羅刹編－」（2023年11月15日-11月19日、大塚 萬劇場） ‐ マリア 役
- RAVE☆塾「妖声セブンティーン」（2024年1月25日-1月28日、築地本願寺ブディストホール） ‐ 楓花 役
- 劇団ココア「魔女エステリーゼの事件簿ー花嫁と悪魔編ー」（2024年3月13日-3月17日、劇場MOMO） ‐ マリア 役
- 劇団ぱすてるからっと「悪役令嬢イミテーション」（2024年4月25日-4月29日、CBGKシブゲキ!!） ‐ メアリー 役
- 劇団ココア「魔女エステリーゼの事件簿ー狼と兎編ー」（2024年8月20日-8月25日、下北沢 劇・小劇場） ‐ マリア 役
- 劇団ココア「魔女エステリーゼの事件簿ー闇と大蛇編ー」（2024年11月7日-11月10日、中野 ザ・ポケット） ‐ マリア 役
- 劇団ココア演劇祭り2024「普通男子とオタクな姉」（2024年12月11日-12月14日、荻窪小劇場） ‐ えり 役
- 劇団ココア「魔女エステリーゼの事件簿ー溟海と卍編ー」（2025年3月18日-3月23日、大塚 萬劇場） ‐ マリア 役